# Ecclesiam Suam
Ecclesiam Suam (in italiano: La Sua Chiesa) è la prima lettera enciclica pubblicata da papa Paolo VI, il 6 agosto 1964. Essa fu interamente incentrata sulla Chiesa cattolica e in particolare sulla sua attualità e sulle vie con cui essa dovesse attendere al suo mandato.
Pubblicata appena nel secondo anno del pontificato, essa fu considerata una sorta di "programma" di papa Montini: nella stessa enciclica egli stesso spiegò come fosse suo scopo «manifestarvi alcuni nostri pensieri, che sovrastano agli altri dell'animo Nostro e che ci sembrano utili a guidare praticamente gli inizi del Nostro pontificale ministero.»

## Contenuti
Fu un documento molto significativo, poiché inaugurò una nuova forma di approccio della Chiesa sia verso il mondo che verso le altre realtà religiose: infatti oltre al desiderio del Papa di far sì che la Chiesa potesse interagire con la modernità, rilevante in questa enciclica fu anche la sua attenzione all'ecumenismo.
Papa Montini definì questa sua prima enciclica "esortatoria", in quanto sarebbero spettati al Concilio Vaticano II (ancora non concluso) e alle successive encicliche gli aspetti più propriamente dogmatici e dottrinali.
Attraverso un prologo e tre capitoli, Paolo VI indicò sinteticamente le vie attraverso cui la Chiesa avrebbe dovuto concepire il suo cammino e il suo mandato nella nuova società:
- La coscienza di se stessa, della propria origine e della propria missione nel mondo, una consapevolezza che essa avrebbe dovuto ritrovare e approfondire.
- Il rinnovamento di cui la Chiesa aveva bisogno «per essere – usando le parole del Pontefice – santa, per essere forte, per essere autentica».
- Il dialogo, cioè il modo con cui essa avrebbe dovuto evangelizzare il mondo contemporaneo e concepire la sua attività ministeriale e la sua missione apostolica.